# 滲み画
滲み画（にじみが）は、墨の滲みを活かした墨絵技法。墨絵作家の安保真が1993年に編み出す。

## 滲み画の誕生
安保真が作品の模索をしていた時に、飲んでいたコーヒーを溢してしまう。その際に和紙に飛び散ったコーヒーの滲みを見て、画を描けないかと考える。翌年、試行錯誤の末「滲み画」として墨絵の技法を確立する。